# Chiesa di San Paolo (Terre del Reno)
La chiesa di San Paolo è la parrocchiale di Mirabello, frazione di Terre del Reno in provincia di Ferrara. Appartiene al vicariato di Cento dell'arcidiocesi di Bologna. Il primo luogo di culto a Mirabello risale al XVI secolo. L'edificio ha subito gravi danni durante il terremoto dell'Emilia del 2012.

## Storia

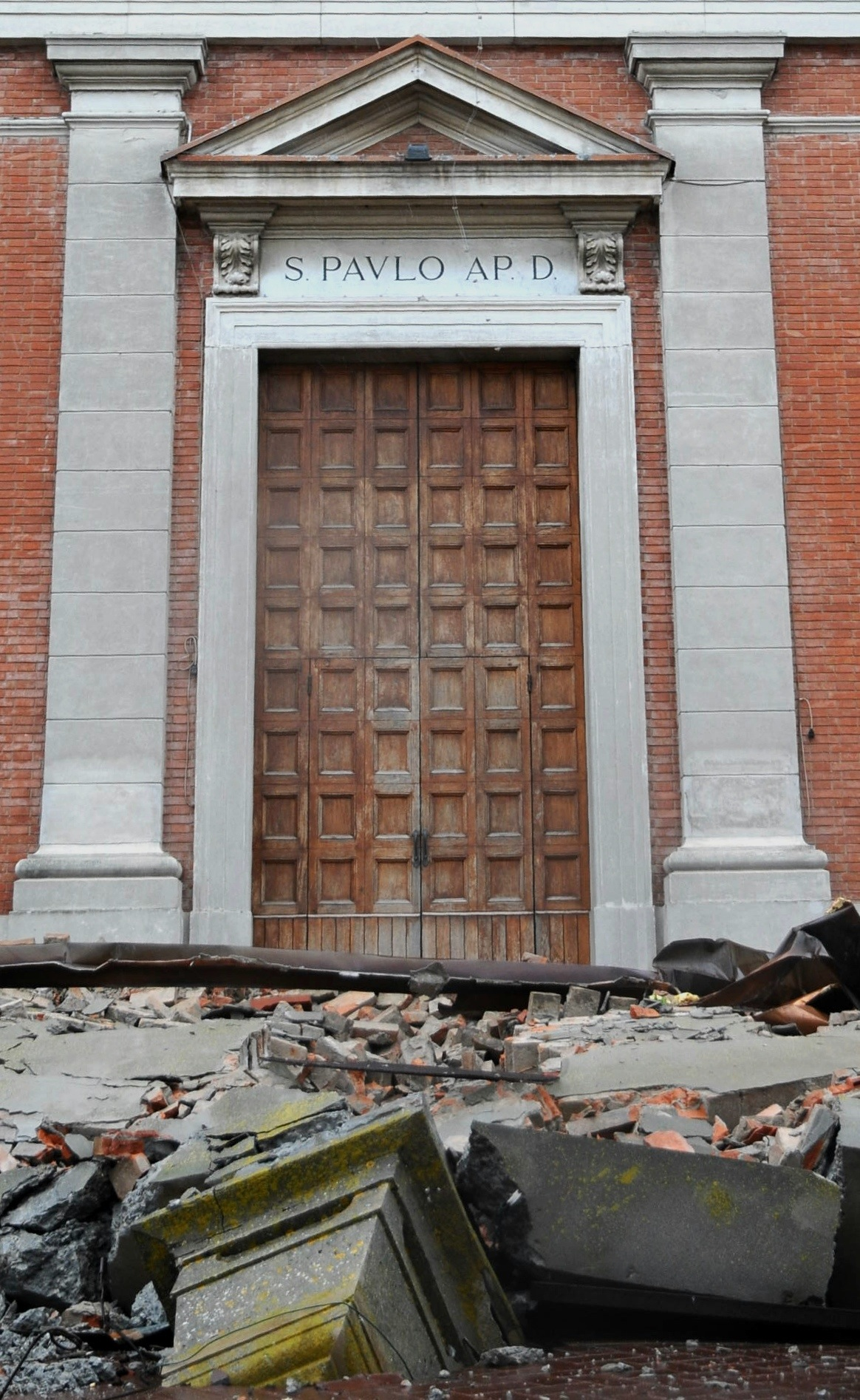
Portale della chiesa di San Paolo di Mirabello fotografato il 21 maggio 2012

Il primo luogo di culto a Mirabello risale al XVI secolo. Si trattava di un piccolo oratorio con dedicazione a San Giuliano che nel 1552 tale entrò nella giurisdizione della nobile famiglia Prosperi, da poco presente a Ferrara e dove aveva acquisito anche il palazzo Prosperi-Sacrati. I conti Prosperi convertirono la dedicazione dell'oratorio, che divenne per San Bartolomeo.
La richiesta di ampliare l'oratorio arrivata nel 1795 dall'arciprete della non lontana chiesa di Sant'Agostino avanzata al conte Prosperi non venne accettata. Fu così che nel 1804 fu acquistato un terreno in posizione più centrale nel centro abitato e si iniziò la costruzione del nuovo luogo di culto. La chiesa venne poi elevata a dignità parrocchiale nel 1840.
La torre campanaria venne costruita solo col nuovo secolo, a partire dal 1904, e intanto si iniziò a pensare ad una ristrutturazione della chiesa, affidandone il progetto all'ingegnere Luigi Gulli. I lavori iniziarono nel 1905 e continuarono sino allo scoppio della prima guerra mondiale, quando vennero interrotti. Ripresero nel 1929 e continuarono sino a due anni dopo la conclusione della seconda guerra mondiale, perché nel frattempo l'edificio e il campanile avevano subito gravi danni causati dai bombardamenti.
All'inizio del XXI secolo la torre campanaria venne restaurata poi, col terremoto dell'Emilia del 2012, l'edificio subì danni enormi col ribaltamento della parte superiore della facciata e del suo timpano, oltre al crollo di parte della copertura del tetto, dell'abside, del presbiterio e della parte sinistra del transetto.